# 2125 Карл-Онтьєс
2125 Карл-Онтьєс (2125 Karl-Ontjes) — астероїд головного поясу, відкритий 24 вересня 1960 року.
Тіссеранів параметр щодо Юпітера — 3,322.